# Montoursville
Montoursville és una població dels Estats Units a l'estat de Pennsilvània. Segons el cens del 2000 tenia 4.777 habitants.

## Demografia
Segons el cens del 2000, Montoursville tenia 4.777 habitants, 2.067 habitatges, i 1.393 famílies. La densitat de població era de 456,5 habitants/km².
Dels 2.067 habitatges en un 28% hi vivien nens de menys de 18 anys, en un 53,6% hi vivien parelles casades, en un 10,4% dones solteres, i en un 32,6% no eren unitats familiars. En el 29% dels habitatges hi vivien persones soles el 14,7% de les quals corresponia a persones de 65 anys o més que vivien soles. El nombre mitjà de persones vivint en cada habitatge era de 2,31 i el nombre mitjà de persones que vivien en cada família era de 2,84.
Per edats la població es repartia de la següent manera: un 23,4% tenia menys de 18 anys, un 5,2% entre 18 i 24, un 26,1% entre 25 i 44, un 22,6% de 45 a 60 i un 22,7% 65 anys o més.
L'edat mediana era de 42 anys. Per cada 100 dones de 18 o més anys hi havia 85,4 homes.
La renda mediana per habitatge era de 37.484 $ i la renda mediana per família de 44.583 $. Els homes tenien una renda mediana de 33.750 $ mentre que les dones 24.449 $. La renda per capita de la població era de 19.648 $. Entorn del 2,4% de les famílies i el 4,2% de la població estaven per davall del llindar de pobresa.

## Poblacions més properes
El següent diagrama mostra les poblacions més properes.